# Tōmi
Tōmi (jap. 東御市 Tōmi-shi) – miasto w środkowej części wyspy Honsiu w Japonii w prefekturze Nagano.

## Położenie
Miasto położone we wschodniej części prefektury Nagano. Miasto graniczy z:
- Ueda
- Komoro
- Saku

## Historia
Miasto powstało 1 kwietnia 2004 roku z połączenia Kitamimaki i Tobe.